# Leonardo-Brücke

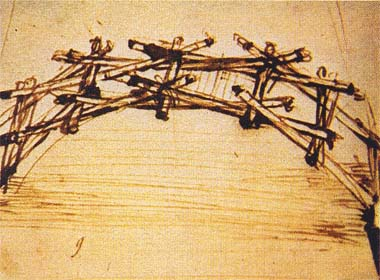
Leonardo da Vincis Brückenentwurf

Die Leonardo-Brücke ist eine Bogenkonstruktion, die in Europa erstmals in Form einer Skizze von dem italienischen Renaissancekünstler und Erfinder Leonardo da Vinci (1452–1519) in seinem Codex Atlanticus, datiert 1478–1518, dokumentiert wurde.

## Konstruktionsprinzip
Die Grundidee der Gewebebogenbrücke besteht in der Übertragung des Flechtprinzips auf starre Bauteile. So stützen sich die Bauteile durch geschickte Verschränkung gegenseitig. Fixiermittel wie Dübel, Schrauben, Nägel oder Seile sind nicht nötig.
Ursprünglich war die Brücke als transportable Konstruktion aus Rundhölzern und Seilen für das Militär vorgesehen. Ob sie jemals zum Einsatz kam, ist nicht bekannt. Neben der hier beschriebenen Leonardobrücke wurde mit der Leonardo-da-Vinci-Brücke in der norwegischen Kommune Ås ein weiteres Bauprinzip für eine selbsttragende Bogenkonstruktion nach Entwürfen des Leonardo da Vinci realisiert.

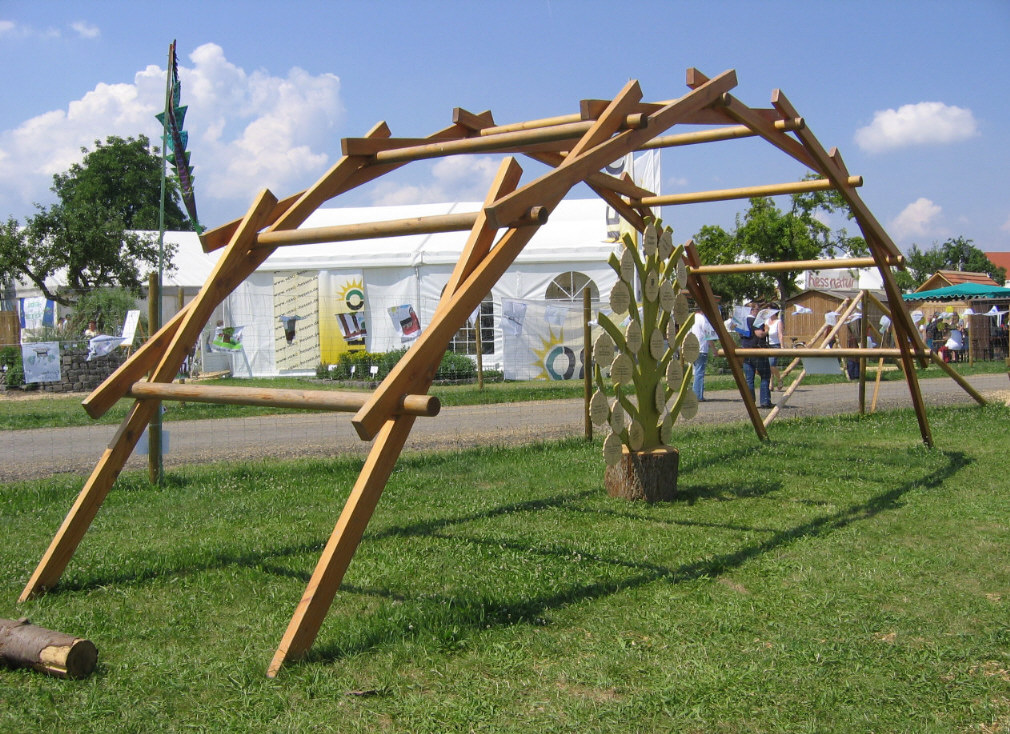
Leonardo-Brücke auf dem Hessentag in Butzbach 2007
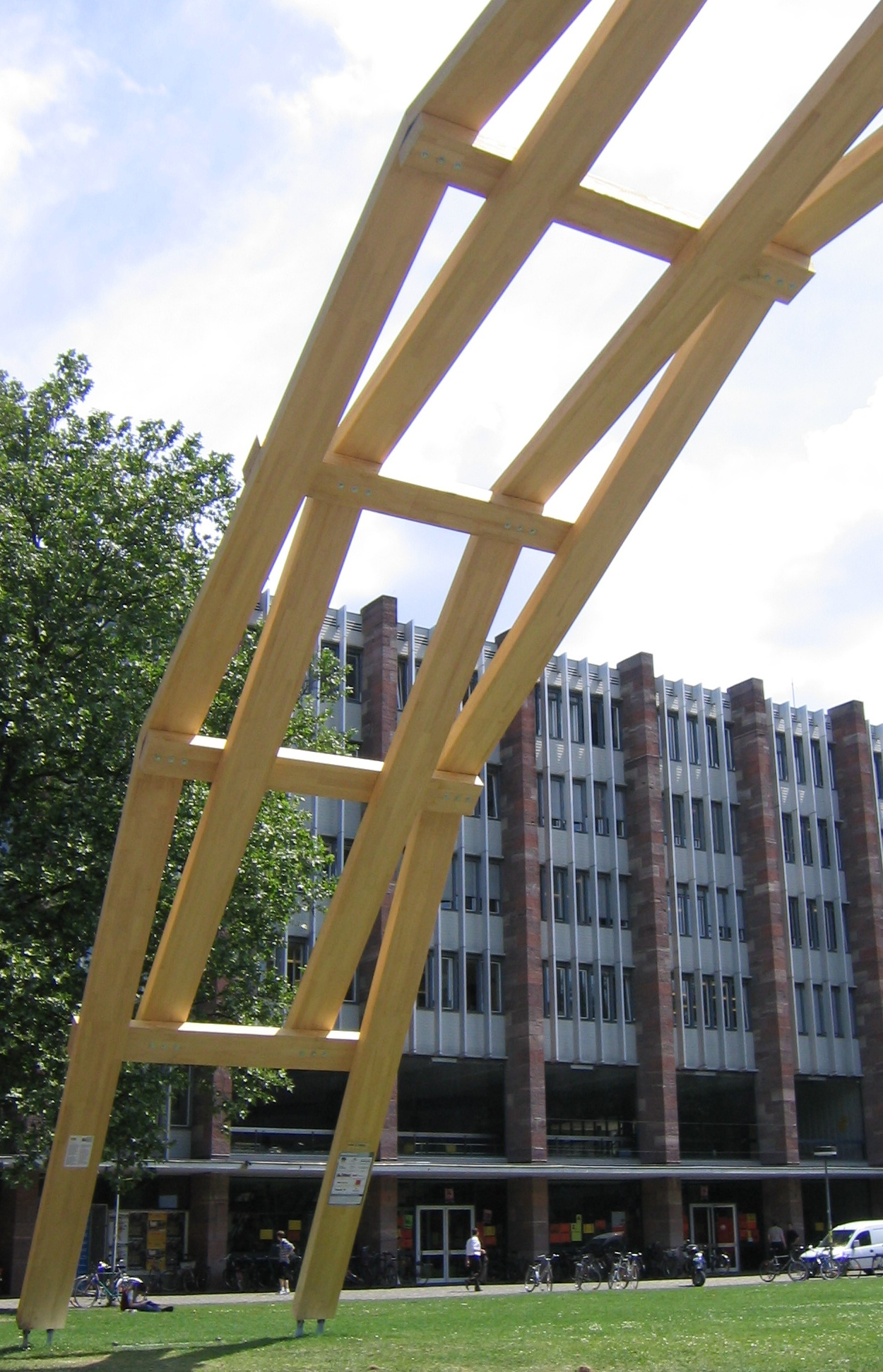
Leonardo-Brücke in Freiburg
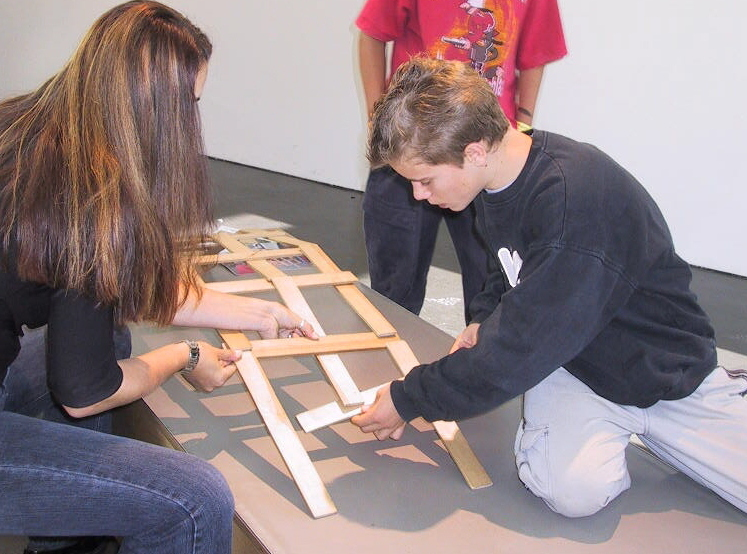
Mathematikum: Bau einer Leonardo-Brücke
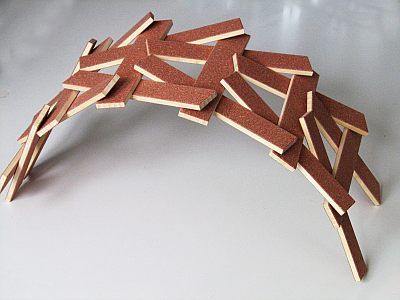
Weiteres Bauprinzip: „Leonardobrücke 2.0“

## Chinesische Gewebebogenbrücken
Das Prinzip der Gewebebogenbrücke wurde in mehreren Kulturen unabhängig voneinander entdeckt und angewendet. Ein Beispiel ist die in der Qingming-Rolle dargestellte Brücke aus der Song-Dynastie in China.